# Paul Cornea
Paul Cornea (n. 3 noiembrie 1923, București, România – d. 7 octombrie 2018, București, România) a fost un istoric, critic și teoretician literar român de etnie evreiască.

## Biografie
A fost fiul lui Leon Constantin Luca, maistru tipograf, și al Olgăi. 
A urmat liceul în București, la Liceul Evreiesc de Băieți „Cultura”, unde îl are profesor pe dramaturgul și eseistul Mihail Sebastian. A fost licențiat în Litere și Filosofie al Universității din București în 1948, secția Sociologie. Devine doctor în filologie în 1971. A deținut funcții importante, înainte de 1990, în Consiliul Culturii, în domeniul cinematografiei, și a fost cercetător la Institutul de Istorie și Teorie Literară „G. Călinescu”. Specialist în perioada Preromantismului românesc și a Romantismului. Teoretician literar cu interese în zona literaturii comparate și a teoriei literare. A fost profesor asociat la Facultatea de Litere din Universitatea București și unul dintre cei mai importanți interpreți ai fenomenului literar (critică, teoria și istoria literaturii, comparatism).
După 1990, a fost secretar de stat în Ministerul Învățământului (ianuarie-iunie 1990), șef de catedră și decan al Facultății de Litere (1990-1996), profesor emerit la Facultatea de Litere din cadrul Universității București. A fost unul dintre cei mai importanți interpreți ai fenomenului literar, autorul a numeroase lucrări în domenii precum teoria și istoria literaturii, critică literară, literatură comparată, specialist în perioada preromantismului românesc și a romantismului. Inițiază și conduce (din 1967) seria de „Documente și manuscrise literare”.
Membru al Asociației Internaționale de Literatură Comparată, din 1985 a făcut parte din comitetul de coordonare, din 1991 din comitetul executiv, iar între 1994 și 1997 a îndeplinit funcția de vicepreședinte. De la fondarea ei în 1997, a fost președintele Asociației de Literatură Comparată din România. A participat la numeroase congrese ale AILC (Bordeaux, Montreal, Budapesta, Innsbruck, New York, Paris, München, Edmonton și Leiden), fiind ales și președinte al comisiei de experți pentru organizarea congresului de la Pretoria (2000). A fost distins cu Ordinul Palmes académiques în grad de Ofițer (1997). 
A făcut parte din Consiliul de conducere al Institutului Cultural Român (2009-2012).

## Volume publicate
- Studii de literatură română modernă, Editura pentru Literatură, 1962
- Anton Pann, studiu monografic, Editura pentru Literatură, 1964
- De la Alecsandrescu la Eminescu: aspecte, figuri, idei, Editura pentru Literatură, 1966
- Originile romantismului românesc, Editura Minerva, 1972[4]
- Oamenii începutului de drum, Editura Cartea Românească, 1974
- Conceptul de istorie literară în cultura românească, Editura Eminescu, 1978
- Regula jocului. Versantul colectiv al literaturii, Editura Eminescu, 1980
- I. Heliade Radulescu interpretat de..., Editura Eminescu, 1980
- De la N. Filimon la G. Călinescu, 1982
- Itinerar printre clasici, Editura Eminescu, 1984
- Introducere în teoria lecturii, 1988 (volumul a fost tradus în limba italiană în 1993), ed. I, Editura Minerva, 1988; ed. a II-a, Editura Polirom, 1998
- Aproapele și departele, Editura Cartea Românească, 1990
- Semnele vremii, Editura Eminescu, 1995
- Introducere în teoria lecturii, Iași: Polirom, 1998
- Interpretare și raționalitate, Iași: Polirom, 1998
- Delimitari si ipoteze. Comunicari si eseuri de teorie literara si studii culturale, Editura Polirom, Bucuresti, 2008[5]
- Ce a fost – cum a fost (dialoguri între profesorul Paul Cornea și Daniel Cristea Enache), editura Polirom, 2013 [6][7][8]

## Volume coordonate sau în colaborare
- Documente și manuscrise literare, Editura Academiei Române, vol. I, 1967, vol. II și III, 1969
- Gândirea românească în epoca pașoptistă, în colaborare cu Mihai Zamfir, Editura Minerva, 1969
- Propășirea. Foaie științifică și literară, în colaborare cu Mariana și Petru Costinescu, Editura Minerva, 1980

## La aniversară
La împlinirea vârstei de 75 de ani, Liviu Papadima și Mircea Vasilescu (coord.) i-au dedicat volumul omagial Cercetarea literară, azi, Ed. Polirom, 2000.

## Distincții
- Ordinul Muncii clasa a III-a (21 august 1954) „pentru merite deosebite pe tărîmul construcției de stat, economice, sociale și culturale, cu ocazia celei de a zecea aniversări a eliberării patriei noastre”[9]
- Ordinul „23 August” clasa a IV-a (10 august 1964) „pentru merite deosebite în opera de construire a socialismului, cu prilejul celei de a XX-a aniversări a eliberării patriei”[10]
- Ordinul național „Steaua României” în grad de Ofițer (1 decembrie 2000) „pentru realizări artistice remarcabile și pentru promovarea culturii, de Ziua Națională a României”[11]

## Legături externe
- De la sociologie la istoria literaturii si comparatism. Interviu cu Paul CORNEA, Raluca Alexandrescu, Observator cultural – numărul 47, ianuarie 2001
- „Eu sint mai optimist decit multi dintre voi“. Interviu cu Paul CORNEA, Ovidiu Șimonca, Observator cultural – numărul 280, 4 august 2005
- Paul Cornea – "Cu cît anii trec, cu atît resimt mai puternic atracția literaturii" Arhivat în 3 februarie 2014, la Wayback Machine., Simona Vasilache, România literară – anul 2006, numărul 24
- În România există „un număr exagerat de mare de universități mici“ Arhivat în 2 februarie 2014, la Wayback Machine., 15 decembrie 2009, Larisa Și Constantin Iftime, Ziarul Lumina
- Gândirea inginerească riscă să sufoce învățământul umanist Arhivat în 2 februarie 2014, la Wayback Machine., 23 august 2011, Paul Cornea, Revista 22